# Sphaenorhynchus orophilus
Sphaenorhynchus orophilus är en groddjursart som först beskrevs av Lutz 1938.  Sphaenorhynchus orophilus ingår i släktet Sphaenorhynchus och familjen lövgrodor. IUCN kategoriserar arten globalt som livskraftig. Inga underarter finns listade i Catalogue of Life.